# Coeficiente de transferencia de masa
En ingeniería, el coeficiente de transferencia de masa es una constante de velocidad de difusión que relaciona la tasa de transferencia de masa, el área de transferencia de masa y el cambio de concentración como fuerza motriz:
{\displaystyle k_{c}={\frac {{\dot {n}}_{A}}{A\Delta c_{A}}}}
Donde: 
- {\displaystyle k_{c}} es el coeficiente de transferencia de masa [mol / (s · m²) / (mol / m³)], o m / s
- {\displaystyle {\dot {n}}_{A}} es la tasa de transferencia de masa [mol / s]
- {\displaystyle A} es el área efectiva de transferencia de masa [m²]
- {\displaystyle \Delta c_{A}} es la diferencia de concentración de la fuerza motriz [mol / m³].

Esto se puede usar para cuantificar la transferencia de masa entre fases, mezclas de líquidos inmiscibles y parcialmente miscibles (o entre un fluido y un sólido poroso). La cuantificación de la transferencia de masa permite el diseño y la fabricación de equipos para procesos de separación que pueden cumplir con requisitos específicos, estimar lo que sucederá en situaciones de la vida real (derrames químicos), etc. 
Los coeficientes de transferencia de masa pueden estimarse a partir de muchas ecuaciones, correlaciones y analogías teóricas diferentes que son funciones de las propiedades del material, propiedades intensivas y régimen de flujo (flujo laminar o turbulento). La selección del modelo más aplicable depende de los materiales y el sistema o entorno que se esté estudiando. 

## Unidades de coeficiente de transferencia de masa
- (mol/s) / (m² · mol / m³) = m/s

Tenga en cuenta que las unidades variarán según las unidades en las que se expresa la fuerza motriz. La fuerza motriz mostrada aquí como  {\displaystyle {\Delta c_{A}}}se expresa en unidades de moles por unidad de volumen, pero en algunos casos la fuerza motriz está representada por otras medidas de concentración con diferentes unidades. Por ejemplo, la fuerza motriz puede ser presiones parciales cuando se trata de la transferencia de masa en una fase gaseosa y, por lo tanto, se utilizan unidades de presión. 